# Sucker Punch Productions
Sucker Punch Productions is een Amerikaans computerspelontwikkelaar. Het is vooral bekend van de Sly Cooper en Infamous-series. Het was een onafhankelijk bedrijf tot augustus 2011, maar werkt al sinds 2000 exclusief samen met Sony Computer Entertainment. Op 2 augustus 2011 is het bedrijf overgenomen door Sony.

## Computerspellen
| Release | Titel                                 | Platform      |
| ------- | ------------------------------------- | ------------- |
| 1999    | Rocket: Robot on Wheels               | Nintendo 64   |
| 2003    | Sly Cooper and the Thievius Raccoonus | PlayStation 2 |
| 2004    | Sly 2: Band of Thieves                | PlayStation 2 |
| 2005    | Sly 3: Honor Among Thieves            | PlayStation 2 |
| 2009    | Infamous                              | PlayStation 3 |
| 2011    | Infamous 2                            | PlayStation 3 |
| 2011    | Infamous: Festival of Blood           | PlayStation 3 |
| 2014    | Infamous: Second Son                  | PlayStation 4 |
| 2014    | Infamous: First Light                 | PlayStation 4 |
| 2020    | Ghost of Tsushima                     | PlayStation 4 |